# Aquin
Aquin (em crioulo haitiano:  Aken), é uma comuna do Haiti, situada no departamento de Sul (Haiti) e no arrondissement de Aquin. De acordo com o censo de 2003, sua população total é de 95004 habitantes.